# Vipera monticola
Vipère de l'Atlas
Espèce
Statut de conservation UICN

 NT  : Quasi menacé
Vipera monticola ou Vipère de l'Atlas est une espèce de serpents de la famille des Viperidae. Auparavant elle était considérée comme une sous-espèce de Vipera latastei mais des recherches récentes l'ont élevé au rang d'espèce à part entière.

## Répartition
Cette espèce  est répartie au Maroc, en Algérie et en Tunisie. Elle se rencontre jusqu'à 3 000 m d'altitude.

## Description
C'est un serpent venimeux qui peut atteindre 40 cm.

## Étymologie
L'épithète spécifique monticola vient du latin monticola, « habitant des montagnes », en référence à sa répartition géographique.

## Publication originale
- Saint-Girons, 1953 : Une vipère naine: Vipera latastei montana. Bulletin de la Société Zoologique de France, vol. 78, p. 24-28.